# Трошкі (Поморське воєводство)
Трошкі (пол. Troszki) — село в Польщі, у гміні Дембниця-Кашубська Слупського повіту Поморського воєводства.
Населення — 46 осіб (2011).
У 1975-1998 роках село належало до Слупського воєводства.

## Демографія
Демографічна структура станом на 31 березня 2011 року:
|          | Загалом | Допрацездатний вік | Працездатний вік | Постпрацездатний вік |
| -------- | ------- | ------------------ | ---------------- | -------------------- |
| Чоловіки | 25      | 4                  | 19               | 2                    |
| Жінки    | 21      | 4                  | 13               | 4                    |
| Разом    | 46      | 8                  | 32               | 6                    |